# Arturo Giuliano
Arturo Giuliano (Arezzo, 15 dicembre 1875 – Roma, 3 agosto 1949) è stato un militare e politico italiano.

## Biografia
Ammesso in accademia nel 1892, è sottotenente al corpo dello Stato maggiore del genio (1895) e tenente nel 5º reggimento del genio, brigata ferrovieri. Passa successivamente alla divisione territoriale militare di Palermo, dove nel è promosso capitano (1909) e maggiore (1914). Nel 1915 parte per la prima guerra mondiale ed assegnato al corpo speciale italiano di stanza a Valona, comandante del 16º corpo d'armata, dove viene promosso sul campo tenente colonnello e colonnello per meriti speciali. Nel dopoguerra è nominato comandante del Genio militare di Torino e di Roma ed assegnato al Ministero della guerra, a capo della direzione generale del Genio, dalla quale viene collocato a riposo col grado di generale di corpo d'armata.
Deferito all'Alta Corte di Giustizia per le Sanzioni contro il Fascismo è stato mantenuto nella carica di senatore a vita con sentenza del 28 dicembre 1944.